# Директор полиције (Србија)
Директор полиције је особа која има највишу оперативну функцију у Дирекцији полиције којом руководи, функција је настала у склопу реформе и деполитизације полиције Србије, као и одвајање политичке улоге министра од оперативног дела полиције.
Особа која конкурише на предлог министра за директора полиције мора да има стечено високо образовање, а поставља je Влада Србије на пет година, по спроведеном јавном конкурсу и на тој функцији може бити именованa највише два мандата.

## Потчињене организационе јединице
Организационе јединице које су потчињене директору полиције су:
- Биро директора полиције који у свом саставу има оркестар полиције
- Канцеларија за координацију активности у борби против трговине људима
- Управа криминалистичке полиције
- Управа полиције
- Управа саобраћајне полиције
- Управа граничне полиције
- Управа за управне послове
- Командно - оперативни центар
- Управа за међународну оперативну полицијску сарадњу
- Јединица за заштиту
- Јединица за обезбеђење одређених личности и објеката
- Жандармеријa
- Хеликоптерска јединица
- Специјална антитерористичка јединица
- Координациона управа за Косово и Метохију.

## Списак директора полиције
| Бр.      | Име и презиме (Рођен–Умро) | Полицијски чин   | Почетак функције   | Крај функције      |
| -------- | -------------------------- | ---------------- | ------------------ | ------------------ |
| 1.       | Милорад Вељовић (1958—)    | Генерал полиције | 15. јун 2006.      | 31. децембар 2015. |
| в. д.    | Владимир Ребић (1967—)     | Генерал полиције | 31. децембар 2015. | 21. децембар 2016. |
| 2.       | Владимир Ребић (1967—)     | Генерал полиције | 21. децембар 2016. | 16. децембар 2021. |
| п. д. п. | Драган Васиљевић (1970—)   | Генерал полиције | 16. децембар 2021. | 27. фебруар 2025.  |
| в. д.    | Драган Васиљевић (1970—)   | Генерал полиције | 27. фебруар 2025.  | 30. април 2025.    |
| 3.       | Драган Васиљевић (1970—)   | Генерал полиције | 30. април 2025.    | данас              |